# Bluvertigo
Bluvertigo est un groupe italien de rock alternatif, originaire de Monza. 

## Histoire

### Première période
Formé en 1991 sous le nom de Golden Age, le groupe prend le nom de Bluvertigo peu avant l'enregistrement de leur premier album. Les membres fondateurs sont Morgan (Marco Castoldi), Andy (Andrea Fumagalli) et Marco Pancaldi. Le batteur Sergio Carnevale rejoint le groupe en 1994. Marco Pancaldi est remplacé par Livio Magnini en 1996. 
Le premier album de Bluvertigo, Acidi e basi, sort en 1995. Metallo non metallo suit en 1997, et Zero en 1999. Ces trois premiers albums sont baptisés la trilogia chimica car chaque titre comporte une référence à la chimie. En 2001, Bluvertigo  participe au festival de Sanremo avec L'assenzio. En 2003, Morgan publie son premier album solo : Le canzoni dell'appartamento. Après la sortie de leur principal album  Pop Tools, le groupe  fait une pause pendant environ dix ans. En 2008, ils se réunissent en live sur MTV, un événement repris dans l'album MTV Storytellers (2008). 

### Deuxième période et retour

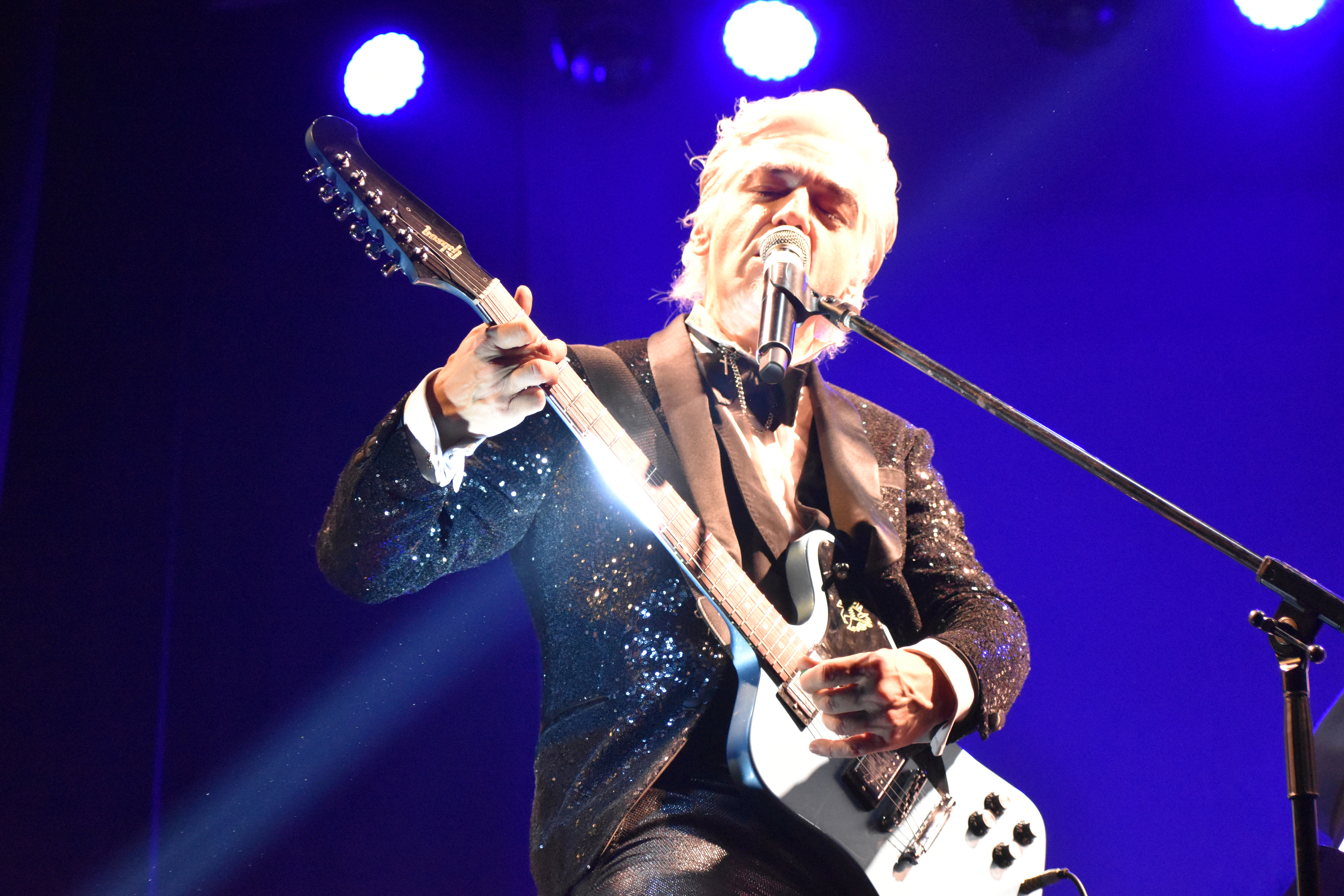
Morgan en 2022.

Le 1er mai 2015, ils se produisent après seize ans, au Concerto del Primo Maggio, en présentant leur nouveau titre inédit Andiamo a Londra. La chanson, écrite avec la collaboration de Mika et Guy Chambers, sort en single dans les magasins numériques le 11 septembre, entrant en rotation radio en même temps ; la tournée Prima del Tuono Tour suivra. Le 13 décembre 2015, la deuxième participation du groupe au festival de Sanremo 2016 dans la section Campioni est annoncée avec la chanson Semplicemente, qui se classe 18e. La chanson était censée anticiper la sortie du quatrième album studio du groupe, avec le titre : Tuono - Tono, tempo, suono composé de 11 titres. La sortie de l'album initialement prévue pour le printemps est reportée, puis en juillet Morgan annonce que les titres qui devaient en faire partie seraient plutôt inclus dans son futur double album solo : M.S. - Musica Sociale/Musica Sentimentale, mais ce disque est également reporté indéfiniment et n'est toujours pas publié.
Le 22 février 2017, à la suite d'un post sur sa page Facebook, Morgan déclare son départ du groupe, le considérant comme définitivement dissous.
En février 2021, Morgan annonce dans un post sur Instagram qu'un nouvel album de Bluvertigo sortira au printemps. La nouvelle est également confirmée par les autres membres. Le 21 septembre, ils reviennent jouer en live à l'occasion de Invito al Viaggio, le concert-hommage à Franco Battiato organisé aux arènes de Vérone en interprétant la chanson Shock in My Town, contenue dans l'album Gommalacca sur lequel Morgan avait collaboré en tant que bassiste et arrangeur.

## Membres

### Membres actuels
- Morgan (Marco Castoldi) - voix, basse, claviers, piano (depuis 1992)
- Andy (Andrea Fumagalli) - claviers, saxophone, chœurs (depuis 1992)
- Sergio Carnevale - percussions, percussions (depuis 1996)
- Livio Magnini - guitare (depuis 1996)

### Anciens membres
- Stefano Panceri - batterie (1992-1993)

## Discographie partielle
- 1995 : Acidi e Basi
- 1997 : Metallo Non Metallo
- 1999 : Zero - ovvero la famosa nevicata dell'85
- 2001 : Pop Tools
- 2008 : MTV Storytellers
- 2015 : Andiamo a Londra
- 2016 : Semplicemente

## Distinctions
- 1998 : MTV Europe Music Awards - meilleur groupe d'Europe du Sud[3]